# Alexander Sergejewitsch Golowin (Eishockeyspieler)
Alexander Sergejewitsch Golowin (russisch Александр Сергеевич Головин; * 26. März 1983) ist ein russischer Eishockeyspieler, der seit Juli 2013 beim THK Twer in der Wysschaja Hockey-Liga unter Vertrag steht.

## Karriere
Alexander Golowin begann seine Karriere als Eishockeyspieler in der Nachwuchsabteilung des HK Awangard Omsk, für dessen zweite Mannschaft er von 1998 bis 2002 in der drittklassigen Perwaja Liga aktiv war. Zwischenzeitlich verbrachte er den Großteil der Saison 2001/02 bei Mostowik Kurgan, für dessen Profimannschaft er in der Wysschaja Liga, der zweiten russischen Spielklasse, auflief. Nachdem der Flügelspieler zu Beginn der Saison 2002/03 zu acht Einsätzen für den HK Awangard Omsk in der Superliga gekommen war, wechselte er im Saisonverlauf zum HK Sibir Nowosibirsk. Zur Saison 2003/04 kehrte er zu Awangard Omsk zurück, mit dem er erstmals in seiner Laufbahn Russischer Meister wurde, ehe er von 2004 bis 2006 erneut für den HK Sibir Nowosibirsk auf dem Eis stand. 
Nach eineinhalb Jahren bei Ak Bars Kasan wurde Golowin im Laufe der Saison 2007/08 erneut von Awangard Omsk verpflichtet. Mit dem HK Awangard begann er auch die Saison 2008/09 in der neu gegründeten Kontinentalen Hockey-Liga, verließ diesen jedoch schon nach nur drei Spielen wieder und wechselte innerhalb der KHL zum SKA Sankt Petersburg, für den er bis Saisonende in 28 Spielen zwei Tore erzielte und drei Vorlagen gab. Im Sommer 2009 unterschrieb der Rechtsschütze einen Vertrag bei Metallurg Nowokusnezk. Bei Metallurg konnte sich der Russe endgültig in der KHL durchsetzen und 48 Scorerpunkte in 101 Spielen erzielen, ehe er im Januar 2011 vom HK Spartak Moskau verpflichtet wurde. Bereits zur Saison 2011/12 kehrte er jedoch wieder zu Metallurg Nowokusnezk zurück.
Die Spielzeit 2012/13 begann er beim HK Jugra Chanty-Mansijsk, ehe er im November 2012 von Awtomobilist Jekaterinburg verpflichtet wurde.

### International
Für Russland nahm Golowin an der U18-Junioren-Weltmeisterschaft 2001 teil, bei der er mit seiner Mannschaft Weltmeister wurde. Zu diesem Erfolg trug er mit zwei Toren und drei Vorlagen in sechs Spielen bei.

## Erfolge und Auszeichnungen
- 2001 Goldmedaille bei der U18-Junioren-Weltmeisterschaft
- 2004 Russischer Meister mit dem HK Awangard Omsk

## Statistik
(Stand: Ende der Saison 2010/11)